# Secalina
Secalina és una glicoproteïna prolamina que es troba en la llavor del sègol (Secale cereale) 
La secalina és una de les formes de les proteïnes del gluten les quals les persones amb la malaltia celíaca no poden tolerar.
Les secalines es classifiquen en tres tipus, A, B i C segons l'augment del seu pes molecular.
En l'elaboració del pa amb farina de sègol, aquesta proteïna requereix l'exposició a un àcid com l'àcid làctic perquè la massa del pa pugi.